# DJ URAKEN
DJ URAKEN（ウラケン）は日本の音楽プロデューサー、作曲家、編曲家、DJである。長崎県長崎市出身。

## 人物
1996年、横浜国立大学在学中の渡英時に経験したロンドン郊外での大規模レイヴ・イベントに衝撃を受けDJとしてのキャリアをスタート。日本をはじめUK、オーストラリアなどワールドワイドにDJ/音楽プロデューサーとして活躍している。ダンスミュージックをベースにしながらもその枠にとらわれない幅広い音楽性が支持され、テレビ、CM、ラジオ、ゲームなど多方面でのサウンドプロデュースを展開。J-WAVE ‘TOKIO HOT 100’でのノンストップ・ミックスやクラブでのDJプレイなど最先端のミュージックシーンの現場での活動をスタジオワークに常にフィードバックし、新たなサウンドを発信している。
レコーディング・エンジニア〜作曲・編曲〜ミキシング〜マスタリングまで音楽制作のほぼ全ての作業を自身で担当。使用しているシーケンサー（音楽プログラミングソフト）は、PreSonus社製Studio One。 

## 来歴
1996年、東京初のハッピーハードコア・イベント「Hardcore Kitchen」をスタート。
2000年、初のミックスCD『HAPPY MANIA』をポリドール・レコードからリリース。
2001年、ANGELIKAのアルバム『IN MY DREAMS』（インペリアルレコード）をプロデュース。
2002年、MASTER WAX(UK)よりリリースされたMISONO/KONOMAMA(URAKEN REMIX!)がUK、USのチャートで上位を獲得、MIXMAG誌(UK)の2002年年間ハードダンスチャートで3位を記録。
2004年、クリスタルキングのセルフカヴァーによるシングル『愛をとりもどせ!!REMIX』をTEAM ENTERTAINMENTからリリース。着うたでのデジタルヒットを記録。
2006年、自身が立ち上げたレーベルU RecordsよりミックスCD『Hardcore Rave』をリリース。iTunes Store Japanでダンスアルバムチャート2位を獲得。デジタルレーベルU Digitalもスタートしワールドリリースをスタート。UKのダウンロードサイトTrackitdown.netのハードコア・チャートではリリースした曲全てがチャートイン。なかでも『Uraken / Wizards Of The Sonic』はNo1を獲得。トップDJたちにヘヴィープレイされる。
2007年、UKハードコア・シーンのトップDJ Brisk & VagabondとのコラボレーションEP『Tokyo Rush』をBrisk & HamのレーベルNext Generation Recordsよりリリース。『Tokyo Rush』は過去にUKでゴールド・ディスクを1回、シルバー・ディスクを5回獲得した伝説的コンピレーションCDシリーズ最新作（当時）『Bonkers 17』にオープニング・トラックとして収録された。12月にはUKの名門レーベルNukluezにオリジナル・トラック『Uraken feat. Calyn Tsukishima / Sweet Dreams』がライセンスされ、UKダンス・アルバム・チャートにランクインしたコンピレーションCD『Hardcore Adrenaline 3』へ収録。デジタルEPとしてもUK・アイルランド地域にてリリースされた。
2008年、『beatmania IIDX 14 GOLD』(KONAMI)にオリジナルソング『Welcome』を提供。『ファミソン8BIT☆アイドルマスター』シリーズ（5pb. Records）全作品に楽曲提供。
2009年、プロデュースユニットFIREWORK DJsをDJ DRAGONと結成。
2010年、『TOKYO GIRLS COLLECTION 2010』のコンピレーションCDメイン楽曲“FIREWORK DJS / Trouble feat 浦浜アリサ”をプロデュース。『beatmaniaIIDX18 Resort Anthem』(KONAMI)にオリジナル楽曲『Belive In Me feat. Calyn Tsukishima』を提供。
2011年、FIREWORK DJsとしてFar Eastern Tribe Recordsからメジャー・デビュー。

## ディスコグラフィ

### デジタルシングル
- FIREWORK DJs
  - 『ずっと、ずっと。 mix Sweet Licious』（2011年4月27日）
  - 『もっともっと 〜I will be stronger〜 mix 宏実』（2011年6月1日）
  - 『This Love mix 中村舞子』（2011年8月10日）
  - 『コナユキ mix SALI』（2011年11月30日）
  - 『Only You mix LISA』（2011年12月28日）

### アルバム
- FIREWORK DJs 『DANCE TO THE ROCK HOUSE』（2010年1月13日）

### MIX CD
- 『HAPPY MANIA』（2000年4月1日）
- 『Hardcore Rave mixed by DJ URAKEN』（2006年1月1日）
- 『Hardcore Rave 2 mixed by DJ URAKEN』（2006年7月5日）
- 『LOUCA ? Uraken’s Jet Summer Mix -』（2007年7月25日）

### シングル楽曲
- I NEED YOUR LOVIN'（2001年2月）
- DJ U / Dance With Somebody（2005年7月）
- Take Off（2006年2月）
- 0617（2006年2月）
- Yumenomamade（2006年2月）
- Wizards Of The Sonic（2006年9月）
- Rok Da House（2006年9月）
- I'll Be There feat Masaya Wada（2008年7月）
- With or Without You feat Masaya Wada（2008年7月）
- Sweet Dreams feat Calyn Tsukishima（2008年7月）
- Time After Time feat Calyn Tsukishima（2008年7月）
- Brisk & Vagabond vs Uraken / Tokyo Rush（2007年10月）

### リミックス
- my lost love hunting your lost face(URAKEN’S HAPPY HARDCORE MIX)（2000年2月）
- MISONO / KONOMAMA(UFO+URAKEN REMIX!)（2002年7月）
- La Euro/Bare Talk(DJ URAKEN REMIX)（2004年4月）
- クリスタルキング / 愛をとりもどせ!!(Uraken Remix)（2004年10月）
- ウェイウェイ・ウー / MEMORY OF FUTURA(DJ URAKEN FREEFORM REMIX)（2004年11月）
- 茅原実里 / マリオネット(Uraken Remix)（2004年12月）
- 馬渡松子 / 微笑みの爆弾(DJ Yebisu Remix)（2005年6月）
- ロス・インディオス&シルヴィア / 別れても好きな人(DJ U Remix)（2006年4月）
- ロス・インディオス / 男と女のラブゲーム(DJ U Remix)（2006年4月）
- ロス・インディオス&シルヴィア / 3年目の浮気(DJ U Remix)（2006年4月）
- ロス・インディオス&シルヴィア / ちょっとだけならいいわ(DJ U Remix)（2006年4月）
- ロス・インディオス&フローレス / それぞれの原宿(DJ U Remix)（2006年4月）
- MODEA / TANHA¨USER (Uraken HR2 Intro Remix)（2006年9月）
- DJ OZAWA / FUNK (Uraken Remix)（2007年4月）
- 岩崎良美 / タッチ(Uraken Remix)（2007年4月）
- angela / Shangri-La(Uraken Remix)（2008年12月25日）
- 南 春香・南 夏奈・南 千秋 / 経験値上昇中☆(Uraken Remix)（2008年12月25日）

### オリジナル楽曲
- HIGHLAND PARK - DISCOVERY CD（2000年9月28日）
- don't stop - ドワンゴ配信限定曲（2003年11月）
- CAN YOU FEEL IT? - クラベリア配信限定曲（2004年1月）
- DJ TORA & URAKEN / KISS THE FIRE（2006年6月28日）
- KAT-TUNライブDVD 『Live of KAT-TUN ‘Real Face’』 オープニングトラック『OVERTURE』（2007年4月）
- 高槻やよい（ファミソン8BIT☆アイドルマスター）
  - Labyrinth -『パックマン』NEW SONG（2008年3月25日）
- 星井美希（ファミソン8BIT☆アイドルマスター）
  - Shooting!!! - 『F/A』NEW SONG（2008年4月2日）
- 秋月律子（ファミソン8BIT☆アイドルマスター）
  - Tower of Adventure -『バベルの塔』NEW SONG（2008年4月23日）
- ファミソン8BIT☆アイドルマスター / ポジティブ! -『スカイキッド』MIX（2008年4月23日）
- 萩原雪歩（ファミソン8BIT☆アイドルマスター）
  - EXCAVATE -『ディグダグ』NEW SONG（2008年5月28日）
- パチスロ『beatmania』オリジナルサウンドトラックに楽曲提供（2008年5月28日）
- 如月千早 / Fly High! -『ドラゴンスピリット』NEW SONG（2008年6月25日）
- 滝田樹里 / PURPLE EYES(Uraken MIX)『トランス北斗の拳』（2008年12月25日）
- 桃井はるこ / SILENT SURVIVOR(Uraken MIX)『トランス北斗の拳』（2008年12月25日）

### プロデュース
- ANGELIKA / IN MY DREAMS（2001年1月24日）
- モエトラ アニメ☆トランス（2005年8月）
- モエトラ アニメ☆トランス2（2005年10月）

### 参加作品
- No.6 All Stars (Jazzy8, Black Jaxx, Calyn Tsukishima) / No.6 feat. Maki（2008年12月3日）
- Jazzy8(Uraken&Hakuei Kim) / Feel The Beat（2008年12月3日）
- FIREWORK DJs / Trouble feat 浦浜アリサ（2010年3月）
- 甲斐バンド / HERO（ヒーローになる時、それは今） -FIREWORK DJs REMIX-（2010年5月12日）
- FIREWORK DJs / Celebration（2010年8月7日）
- Spontania / 同じ空みつめてるあなたに feat. AZU(FIREWORK DJs Remix)
- MINMI
  - ハイビスカス(FIREWORK DJs Remix)
  - パッと花咲く feat. VERBAL(FIREWORK DJs Remix)
- John-Hoon
  - サクラTEARS (FIREWORK DJs House Remix)（2010年8月18日）
  - ENDLESS SORROW (FIREWORK DJs Club Remix)（2010年8月18日）
  - シリウス (FIREWORK DJs Electro Remix)（2010年8月18日）
- ILOILO/ 泣いて笑って(FIREWORK DJsアレンジ)（2010年11月12日）
- BEAST / SPECIAL（KOREAN VERSION）- FIREWORK DJs REMIX -（2011年6月15日）
- CLIFF EDGE / LOVE LOVE FEVER (FIREWORK DJs Pump Up! Friday Night Club Remix)(2011年10月12日）

## 楽曲提供

### テレビバラエティ番組
- 『if』フジテレビ（2003年10月）

### ゲーム
- 『beatmania IIDX 14 GOLD』にオリジナル楽曲『Welcome』を提供（2008年5月29日）
- 『オトメディウスG』(KONAMI)にオリジナル楽曲2曲を提供（2008年11月20日）
- 『beatmania IIDX 18 Resort Anthem』にオリジナル楽曲『Believe In Me』を提供（2010年9月）

### その他
- 着うたサイト「アニメうた王国↑」にアニメソングリミックスを多数提供（2004年10月）
- パチスロ『beatmania』に楽曲提供（2008年4月）
- 総合格闘技イベント『戦極』（有明コロシアム）のオープニング音楽を担当（2008年5月18日）
- 『ぱちんこCR宮廷女官チャングムの誓い』に楽曲提供（2009年9月15日）
- 日清製粉『PASTAism』ウェブサイトに楽曲提供（2010年）